# محطة قطار عين تركي
محطة عين تركي هي محطة قطار جزائرية، تقع في إقليم بلدية عين تركي، بولاية عين الدفلى.
تقع المحطة على خط الجزائر - وهران، حيث تسبقها محطة الحسينية وتتبعها محطة خميس مليانة. تُعدّ جزءًا من شبكة الخطوط الإقليمية التي وتديرها الشركة الوطنية للنقل بالسكك الحديدية في الجزائر.

## تاريخ
كانت تُسمى محطة القطار مارغريت حتى 1974م، وحاليًا محطة العدلية – عين تركي
توقفت عن الخدمة سنة 1994، بسبب  الأوضاع الأمنية في ذلك الوقت

### الخدمة
تخدم محطة عين تركي القطارات الإقليمية على خط الجزائر - الشلف.

### مقالات ذات صلة
- قائمة محطات القطارات في الجزائر

### روابط خارجية
- "ش.و.ن.س.ح". الشركة الوطنية للنقل بالسكك الحديدية. مؤرشف من الأصل في 2025-05-05..